# جوان درايتون
جوان درايتون مؤرخة فنية نيوزيلندية وكاتبة سيرة ذاتية وكاتبة غير روائية.
تخرجت درايتون في جامعة كانتربري، كرايستشيرش عام 1998 بدرجة الدكتوراه في «إديث كولير: حياتها وعملها (1885-1964)». قامت بتعديل أطروحتها للنشر من قبل مطبعة جامعة كانتربري في العام التالي بنفس العنوان.
درست درايتون تاريخ الفن في Whanganui Polytechnic وحاضر في جامعة أوكلاند للتكنولوجيا. في عام 2019 كانت كاتبة مقيمة في جامعة أوكلاند.
تمت مراجعة The Search for Anne Perry بواسطة كيركوس وتم تلخيصها على النحو التالي: «أحيانًا متفاوتة ولكن يسعدها معجبو بيري المخلصون وكتاب من المرجح أن يفوز بها ببعض المعجبين الجدد أيضًا».